# باب البحر (مسلسل)
باب البحر هو مسلسل مغربي من إخراج شوقي العوفير وإنتاج نبيل عيوش سنة 2021، وبطولة كل من سامية أقريو، نورا الصقلي، رشيد الوالي، غاني قباج، المكي القادري، عصام بوعلي، سمية أكعبون، عواطف لهماني، فريدة بوعزاوي، أحمد بولان، وغيرهم.

## قصة المسلسل
تدور أحداث المسلسل البوليسي في جو من التشويق والإثارة، حول ظاهرة اختطاف الأطفال ومدى الارتجاج الذي تخلفه هذه المأساة بالنسبة للأسر والمجتمع، وذلك على خلفية اختفاء ثلاثة أطفال في ظروف غامضة.

## طاقم التمثيل
سامية أقريو 
 نورا الصقلي 
 رشيد الوالي 
 غاني قباج 
 المكي القادري 
 عصام بوعلي 
 سمية أكعبون 
 عواطف لهماني 
 فريدة بوعزاوي 
 أحمد بولان 
 بثينة اليعقوبي 
 أنس بوزركان 
 إدريس الروخ 
 نجية فتاح 
 منصور بدري 
 سفيان غياد 
 حسناء الطمطاوي 
 فاطمة حركات 
 حمزة الفيلالي